# Брант, Майк
Майк Брант (наст. имя Моше Бранд; 1 февраля 1947, Фамагуста, Кипр — 25 апреля 1975, Париж, Франция) — израильский музыкант, добившийся успеха после переезда во Францию. Популярный французский певец 70-х годов.

## Биография
Майк Брант родился на Кипре, в лагере для еврейских беженцев. Матерью будущего музыканта была уроженка Польши Броня Розенберг, отцом — эмигрант из России Фишель Бранд. Ещё до рождения сына они пытались обосноваться на территории Палестины, однако осуществить задуманное смогли только осенью 1947 года, когда приехали в Хайфу, а затем поселились в кибуце на территории Галилеи.
Мальчик произнёс первые слова лишь в возрасте шести лет.
В 17-летнем возрасте стал солистом группы своего брата «The Chocolates». Группа выступала в Хайфе и Тель-Авиве — сначала на вечеринках и в кафе, затем в ночных клубах и гостиницах.
В 1969 Бранд выступал в одной из гостиниц Тегерана. Там его заметила начинающая французская певица Сильви Вартан. Впечатлённая талантом молодого певца, она пригласила его приехать в Париж.
Бранд принял её приглашение и в июле 1969 года приехал во французскую столицу. Там Вартан познакомила его с Жаном Ренаром — продюсером, сотрудничавшим с такими звёздами, как Джонни Халлидей. Ренар предложил певцу взять для сценических выступлений псевдоним. Так певец начал выступать под именем Майк Брант (имя «Моше» он заменил более привычным для западного слушателя «Майк» ещё раньше).
Его прорывной хит «L'aisse moi t'aimer» был продан тиражом более 50 000 копий за две недели — огромное количество Франция в семидесятые годы, и вскоре Брант давал более 250 концертов в год по всему миру. Брант выступал с песнями на английском и французском языке. Наиболее известными его песнями стали «Laisse-moi t’aimer» («Let Me Love You»), «Mais dans la lumière» («But Inside the Light»), «Un grand bonheur» («Great Happiness»), «Dis-lui» (франкоязычная версия песни «Feelings») и другие.
Покончил с собой в день выхода очередного альбома, выбросившись из окна своей парижской квартиры. В ноябре 1974 он уже предпринимал попытку суицида, однако тогда остался жив.
Похоронен в Хайфе 7 мая 1975 года.

## Память
В апреле 1998 года вышел документальный фильм про Майка Бранта «Laisse-moi t’aimer: Dmaot Shel Malachim (Tears of Angels)» (совместное производство Франции и Израиля).

## Популярные песни
- 1970 : Laisse moi t'aimer
- 1970 : Mais dans la lumière
- 1970 : Parce que je t'aime plus que moi
- 1971 : À corps perdu
- 1972 : Qui saura
- 1972 : She's my life
- 1972 : Qui à tort ?
- 1972 : C'est ma prière
- 1972 : Sans amis
- 1973 : C'est une belle fête
- 1973 : Das ist mein Lied
- 1973 : Rien qu'une larme
- 1973 : Toi, mon enfant
- 1973 : Tout donné, tout repris
- 1973 : Viens ce soir
- 1974 : On se retrouve par hasard
- 1974 : Attendez
- 1974 : Serre les poings et bats-toi
- 1974 : Qui pourra te dire ?
- 1974 : C'est comme ça que je t'aime
- 1974 : Toutes les couleurs
- 1974 : L'oiseau noir et l'oiseau blanc
- 1974 : Donne un peu de toi
- 1974 : Elle a gardé ses yeux d'enfant
- 1974 : L'amour c'est ça, l'amour c'est toi
- 1974 : Que tu es belle
- 1974 : Je vis la vie que j'ai choisie
- 1974 : Et je suis heureux
- 1974 : Felicita
- 1974 : Mr Shubert, I Love you
- 1974 : Toi, moi, nous
- 1974 : Au pays de ma maison
- 1974 : Malaguena
- 1974 : La musique au fond du cœur
- 1974 : Cuore di bambina
- 1974 : Arrava
- 1974 : Accrochons-nous à l'amour
- 1974 : La fille à aimer
- 1974 : Holly Holly
- 1974 : En plein cœur de ta jeunesse
- 1974 : Essayez de lui mentir
- 1975 : My way
- 1975 : Un grand bonheur
- 1975 : Nous irons à Sligo
- 1975 : Summertime
- 1975 : Dis-lu